# Katharina Beddies
Katharina Beddies (* 7. Februar 1994 in Reutlingen) ist eine deutsche ehemalige Handballspielerin.
Beddies spielte in der Jugend beim VfL Pfullingen. 2010 wechselte die 1,63 Meter große Linksaußen zur TuS Metzingen. Seit 2011 gehört sie zum Kader der ersten Mannschaft der TuSsies, mit der sie 2012 in die 1. Bundesliga aufstieg. Ab Oktober 2015 besaß sie bis zum Saisonende 2015/16 ein Zweitspielrecht für den Zweitligisten Neckarsulmer Sport-Union. 2019 beendete Beddies ihre Karriere.

## Privates
Ihre jüngere Schwester ist die Handballspielerin Marie-Christine Beddies.